# 田島政人
田島 政人（たじま まさと、1927年（昭和2年） - 1996年（平成8年）9月16日）は、日本の教育者。アキシマクジラの化石の発見者、昭島市文化財保護審議会長。

## 略歴
1927年（昭和2年）、鹿児島県大口市に生まれる。1948年（昭和23年）に鹿児島青年師範学校を卒業し、県内で4年間ほど教員生活を送る。1953年（昭和28年）に法政大学文学部国文学科の三年次に編入学し、1955年（昭和30年）に同大学を卒業する。卒業後、青梅市・昭島市で小学校の教員として勤務する。1961年（昭和36年）に昭島市の多摩川の河原でクジラの骨格化石を発見し、その復元に携わる。また、1968年（昭和43年）に多摩川で食虫植物タヌキモの大群生を発見、その研究保護に取り組んだ。昭島市文化財保護審議会長、昭島市植物調査会長などを務めた。

## 著書
- 『アキシマクジラ物語』（けやき出版、1994）

## 参考
- 『アキシマクジラ物語』
- 『現代物故者事典1994-1996』（日外アソシエーツ、1997）